# یورگوس لانتیموس
یورگوس لانتیموس (یونانی: Γιώργος Λάνθιμος؛ انگلیسی: Yorgos Lanthimos؛ زادهٔ ۲۳ سپتامبر ۱۹۷۳) فیلم‌ساز یونانی است. او کار خود را در تئاتر تجربی آغاز کرد و سپس با کمدی جنسی بهترین دوست من (۲۰۰۱) نخستین فیلمش را ساخت.
لانتیموس با ساختنِ درام روان‌شناختی دندان نیش (۲۰۰۹) موفق شد جایزهٔ جشنوارهٔ کن برای کارهای نو را از آنِ خود کند. این فیلم همچنین در رشتهٔ جایزه اسکار بهترین فیلم خارجی‌زبان کاندیدای جایزهٔ اسکار سال ۲۰۱۰ شد. فیلم خرچنگ در سال ۲۰۱۵ برنده جایزه ویژه هیئت داوران جشنواره فیلم کن ۲۰۱۵ شد. او برای سوگلی (۲۰۱۸) و بیچارگان (۲۰۲۳) نامزد جوایز اسکار بهترین فیلم و بهترین کارگردانی شد.

## اوایل زندگی
لانتیموس در ۲۳ سپتامبر ۱۹۷۳ در محلهٔ پاگراتی آتن به دنیا آمد. مادرش ایرینی صاحب مغازه و پدرش آنتونیس لانتیموس بازیکن بسکتبال بود. پدرش برای باشگاه پاگراتی و تیم ملی بسکتبال یونان بازی کرد و بعدها به عنوان مربی بسکتبال در مدرسه مورائیتیس مشغول به خدمت شد. لانتیموس عمدتاً توسط مادرش بزرگ شد.
لانتیموس پس از اتمام تحصیلات خود در مدرسه مورائیتیس، به تحصیل در رشته مدیریت بازرگانی پرداخت. او همچنین حرفهٔ بسکتبال پدرش را برای باشگاه پاگراتی دنبال کرد. دوران بسکتبال او کوتاه بود زیرا تصمیم گرفت در مدرسه سینما و تلویزیون هلنیک استاوراکوس در آتن در رشته کارگردانی سینما و تلویزیون تحصیل کند. خانوادهٔ مادری او اهل کارکیناگری، ایکاریا است.

## زندگی شخصی
در حالی که لانتیموس به‌عنوان بازیگر و تهیه‌کننده در فیلم آتنبرگ (۲۰۱۰) مشغول به کار بود، او با ستارهٔ فیلم، یعنی بازیگر یونانی-فرانسوی آریان لابد آشنا و با او وارد رابطه شد. آن‌ها در سال ۲۰۱۳ ازدواج کردند. آن‌ها از سال ۲۰۱۱ تا ۲۰۲۱ در لندن زندگی می‌کردند و عمدتاً در آتن اقامت دارند.

## فیلم‌شناسی
| سال  | عنوان          | کارگردان | تهیه‌کننده | نویسنده |
| ---- | -------------- | -------- | --------- | ------- |
| ۲۰۰۱ | بهترین دوست من | آری      | نه        | نه      |
| ۲۰۰۵ | کینه‌تا         | آری      | نه        | آری     |
| ۲۰۰۹ | دندان نیش      | آری      | آری       | آری     |
| ۲۰۱۱ | آلپ            | آری      | آری       | آری     |
| ۲۰۱۵ | خرچنگ          | آری      | آری       | آری     |
| ۲۰۱۷ | کشتن گوزن مقدس | آری      | آری       | آری     |
| ۲۰۱۸ | سوگلی          | آری      | آری       | نه      |
| ۲۰۲۳ | بیچارگان       | آری      | آری       | نه      |
| ۲۰۲۴ | انواع مهربانی  | آری      | آری       | آری     |